# Медина, Карлос Дамиан
Ка́рлос Дамиа́н Меди́на Родри́гес (исп. Carlos Damián Medina Rodríguez; род. 2 октября 2005) — боливийский футболист, защитник клуба «Олвейс Реди».

## Клубная карьера
Медина — воспитанник клуба «Олвейс Реди». 5 марта 2023 года в матче против «Хорхе Вильястерманн» он дебютировал в боливийской Примеры.

## Международная карьера
В 2025 году Медина в составе молодёжной сборной Боливии принял участие в молодёжном чемпионате Южной Америки в Венесуэле. На турнире он сыграл в матчах против команд Эквадора, Бразилии и Колумбии. 